# بريغيد كوسغي
بريغيد كوسغي (بالإنجليزية: Brigid Kosgei)‏ هي عداءة المسافات الطويلة كينية، ولدت في 20 فبراير 1994.

## وصلات خارجية
- بريغيد كوسغي على موقع الاتحاد الدولي لألعاب القوى (الإنجليزية)
- بريغيد كوسغي على موقع أوليمبيديا (الإنجليزية)